# Leon Rozpendowski
Leon Rozpendowski (ur. 24 marca 1897 w Szewcach, zm. 10 lipca 1972 w Lesznie) – artysta malarz.

## Życiorys
Był synem Stanisława Rospendowskiego, leśnika, i Salomei z Rakowskich.
W 1907-11 uczęszczał do niemieckiej szkoły powszechnej w Bruczkowie. Brał udział w I wojnie światowej jako ochotnik na Bałkanach; według tradycji rodzinnej otrzymał wówczas Złoty Półksiężyc Turecki za zmodernizowanie artylerii tureckiej. Do Leszna przybył na początku lat 20. XX w. z Krzycka Wielkiego, gdzie miał i prowadził pensjonat.
W 1922 założył w Lesznie wspólnie z inż. T. Schulzem, Biuro Architektoniczne. W 1923 otworzył przy ul. Kościelnej własny zakład artystyczny: "Pracownię dekoracyjno-artystyczną, wypożyczalnię kostiumów teatralnych".
Specjalizował się w malowaniu sztandarów, dyplomów, herbów, monogramów, obrazów olejnych, malowaniu na i pod szkłem, pozłacaniu i szyldach. Wykonywał reklamy artystyczne, dekoracje, rekwizyty teatralne, kostiumy dla Objazdowego Teatru Lalek, działającego w Lesznie w latach 30.
15 września 1923 poślubił w Lesznie Pelagię z Frankiewiczów, z którą doczekał się dwojga dzieci: Wirginii i Tadeusza.
Jego teściem był Franciszek Frankiewicz — powstaniec wielkopolski — poległy 13 stycznia 1919 w Lipnie i pochowany w kwaterze powstańczej na starym cmentarzu w Kościanie.
W 1923 uczył rysunku oraz literactwa i reklamy w Szkole Przemysłowo-Handlowej w Lesznie. W latach 30. jego zakład nosił nazwę "Rozpend – artystyczna pracownia godeł". Wykonywano w nim nowoczesne wówczas reklamy świetlne, godła, plakaty, reklamy kinowe, fasady i frontony z metalu, szkła i drewna.
Inwentaryzował zabytkowe bramy i furtki Leszna, m.in. z cmentarza żydowskiego i synagogi. Pracował przy odnawianiu kościołów, projektował i budował ołtarze, malował obrazy na chorągiewkach kościelnych i feretronach.
W skrytce w domu przy ul. Wolności 8 w Lesznie, gdzie mieszkał, przechowywał z narażeniem życia wykonane przez Niemców fotografie, dokumentujące rozstrzelanie (21 października 1939) na pl. Tadeusza Kościuszki obywateli polskich. Po wojnie przekazał je Komisji Badania Zbrodni Hitlerowskich.
Szczególną aktywność przejawiał po II wojnie światowej. W 1946 należał do założycieli Sekcji Plastyków, działającej przez kilka miesięcy w ramach Towarzystwa Kultury im. K. Kurpińskiego. Należał do komitetów organizacyjnych wystaw, imprez towarzyskich i sportowych.
Podczas obchodów 400-lecia Leszna (jesienią 1947) eksponowany był w specjalnych pawilonie obraz-panorama o wymiarach 37,5x5 m pt. Bitwa na Psim Polu, który namalował wspólnie z Karolem Stobieckim.
Podejmował tematykę batalistyczną w takich obrazach, jak: Bitwa pod Płowcami (diorama 3x1,2 m), Bitwa pod Lenino (2,5x1,2 m), Obrona Częstochowy, Obrona Głogowa, Zwycięstwo, Ostatni Salut, czy Lisowczyk. Namalował ok. 70 obrazów o tematyce marynistycznej, m.in.: Piłsudski, Haller – zaślubiny Polski z morzem, Żeromski – wiatr od morza, Rybak.
Został zamordowany 10 lipca 1972 w  swoim domu przy ulicy Karasia w Lesznie. Zabił go mężczyzna, który wynajmował u niego pokój. Został zatrzymany na ówczesnej granicy NRD i RFN.  Pochowany został 15 lipca na cmentarzu przy ul. Kąkolewskiej.